# (1421) Esperanto
(1421) Esperanto is een planetoïde in de planetoïdengordel, die op 18 maart 1936 werd ontdekt door de Finse astronoom Yrjö Väisälä in Turku.
Deze planetoïde ontleent haar naam aan de internationale kunsttaal Esperanto. Twee jaar later werd ook de planetoïde (1462) aan het Esperanto gelinkt: deze kreeg de naam Ludwik Lejzer Zamenhof, de grondlegger van deze taal.